# Myrsine densiflora
Myrsine densiflora är en viveväxtart som beskrevs av Rudolph Herman Scheffer. Myrsine densiflora ingår i släktet Myrsine och familjen viveväxter. Inga underarter finns listade i Catalogue of Life.